# Ferrovia Aigle-Leysin

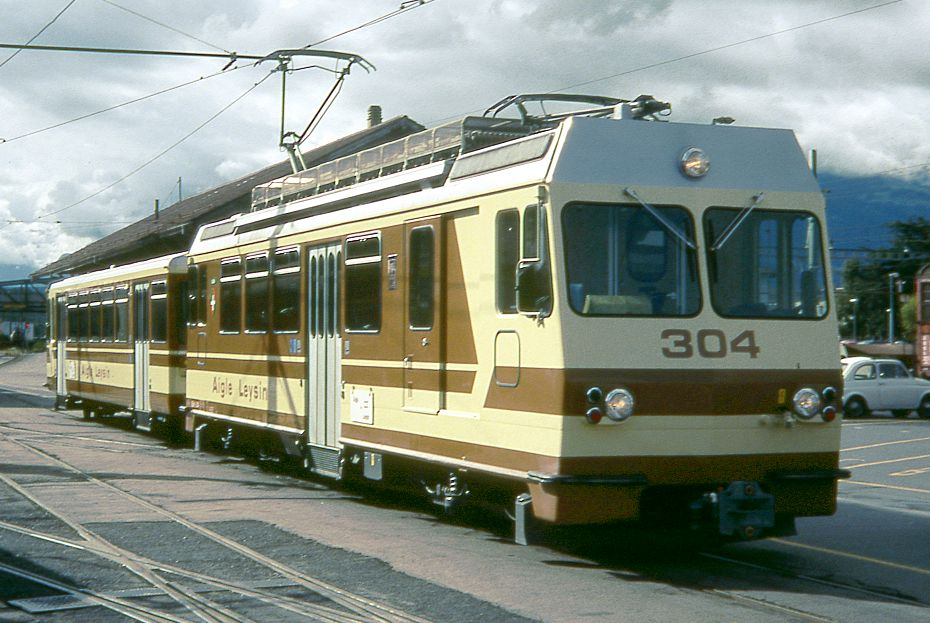
Automotrici in stazione a Aigle

La ferrovia Aigle-Leysin è una ferrovia a cremagliera a scartamento metrico e della Svizzera che collega la stazione ferroviaria di Aigle, sulla linea del Sempione, a Leysin.

## Storia
Risalgono alla fine del XIX secolo le prime istanze per la costruzione di una linea tranviaria atta a collegare agevolmente la stazione FFS di Aigle e Leysin, località agricola la cui salubrità ne aveva da tempo fatto un frequentato centro curativo e di soggiorno. Una richiesta di concessione per una ferrovia con scartamento 800 mm e ad aderenza mista, inoltrata nel 1891, venne accolta il 24 giugno 1892 tuttavia l'inizio dei lavori si trascinò avanti nel tempo tra polemiche e mancanza di fondi sufficienti. Finalmente alle soglie del nuovo secolo vennero iniziati i lavori, ma con lo scartamento metrico. Il 3 settembre 1898 si costituì la Compagnie du Chemin de Fer Aigle-Leysin (AL), per la costruzione e l'esercizio della linea.
L'apertura al traffico della prima tratta di ferrovia, a trazione elettrica e a corrente continua, avvenne il 5 maggio 1900 e il 5 novembre venne raggiunta Leysin. Nel 1912 venne aggiunto il tratto fra Leysin-Village e Leysin-Feydey e nel 1916 prolungato il tratto terminale fino a Leysin-Grand Hôtel. Il 31 agosto 1932 chiuse la diramazione tra il ponte sul fiume Grande Eau e il Grand Hôtel di Aigle, smantellata solo nel 1945.
Nel 1946 venne ammodernato il parco rotabili ed elevata la tensione di linea da 650 a 1300 volt.
Con decision dell'assemblea dei soci del 22 giugno 1999 (con effetto retroattivo dal 1º gennaio) la AL si fuse nella Transports Publics du Chablais che comprende anche:
- Ferrovia Bex-Villars-Bretaye (BVB)
- Ferrovia Aigle-Sépey-Diablerets (ASD)
- Ferrovia Aigle-Ollon-Monthey-Champéry (AOMC)

AL, BVB e ASD condividevano sin dal 20 gennaio 1975 la direzione (l'AOMC si era aggiunta dal 1º giugno 1977).

## Caratteristiche
La linea, a scartamento metrico, è lunga 6,2 km, di cui 5,2 armati con cremagliera tipo Abt. La linea è elettrificata in corrente continua 1.500 V; il raggio minimo di curva è 25 metri, la pendenza massima è del 230 per mille. La velocità massima ammessa è 40 km/h. È a doppio binario tra Leysin Village e Leysin Feydey.

### Percorso
| Continuation backward |

| Unknown route-map component "ABZg+l" | Unknown route-map component "CONTg+r" |

| Straight track | Unknown route-map component "CONTl+f" |

| Station on track | Station on track |

| Straight track | Unknown route-map component "CONTl+g" |

| Stop on track |

| Unknown route-map component "exCONTgq" | Unknown route-map component "eABZgr" |  |  |

| Unknown route-map component "hKRZWae" |

| Unknown route-map component "bAKBHFl+l" |

| Station on track |

| Stop on track |

| Station on track |

| Stop on track |

| Station on track |

| Stop on track |

| Station on track |

| End station |

La ferrovia parte dal piazzale della stazione di Aigle, situata sulla ferrovia Losanna-Briga. Dal 1965 la linea è raccordata alla ferrovia Aigle-Sépey-Diablerets, permettendo l'utilizzo dei rotabili dell'AL anche sulla ASD.
La stazione di Aigle della TPC è stata rinnovata a fine 2007: ha sei binari (uno dei quali con tensione commutabile tra 900 e 1500 V) paralleli a quelli della Losanna-Briga e utilizzabili da tutte le linee TPC facenti capo ad Aigle.
Partito dalla stazione il treno attraversa le strade di Aigle, superando il fiume Grande Eau con un ponte (poco prima di esso fino al 1932 si distaccava la tratta per il Grand Hôtel di Aigle); si arriva quindi al deposito della linea, presso il quale i treni invertono la marcia imboccando la sezione a cremagliera. Di lì la linea risale verso Leysin.

## Materiale rotabile
Sulla tratta tranviaria per il Grand Hôtel di Aigle erano in servizio tre elettromotrici a due assi; sulla sezione a cremagliera quattro locomotori con una potenza di 220 CV e due da 360 CV, costruiti dalla SLM di Winterthur con parte elettrica della Compagnie de l'Industrie électrique di Ginevra. Il materiale rotabile si completava con due carrozze a due assi, quattro a carrelli (di cui una dotata di un motore elettrico, utilizzabile come automotrice sulla tratta tra la stazione di Aigle e il deposito) e 27 carri merce.
Il 5 settembre 1946 vennero presentate tre nuove automotrici a carrelli realizzate da SLM e Brown Boveri che permisero di ridurre il tempo di percorrenza a 35 minuti; altre due automotrici entrarono in servizio nel 1966.
Due complessi automotrice-rimorchiata pilota, realizzati da ACMV, BBC e SIG, vennero consegnati nel 1987.
Sulla linea presta servizio anche un locomotore di servizio bimodale (Diesel ed elettrico) a cremagliera realizzato dalla Stadler nel 2016, uno dei tre esemplari realizzati per la TPC (serie HGem 2/2 941÷943), frutto di un'ordinazione congiunta con altre linee a scartamento ridotto elvetiche (MOB, NStCM, TPF, MVR).

### Materiale motore - prospetto di sintesi
| Tipo                   | Unità            | Anno di costruzione | Costruttore | Note                   |
| ---------------------- | ---------------- | ------------------- | ----------- | ---------------------- |
| Locomotore di servizio | HGem 2/2 942     | 2016                | Stadler-ABB |                        |
| Locomotore di servizio | Te 2/2 1101      | 1949                | ACMV-AL-BBC |                        |
| Locomotore elettrico   | He 2/2 12        | 1915                | SLM-SIG     | rotabile storico       |
| Automotrice elettrica  | Arseh 2/4 201    | 1946                | SLM-BBC     | automotrice ristorante |
| Automotrici elettriche | BDeh 4/4 301÷302 | 1966                | SIG-SAAS    |                        |
| Automotrici elettriche | BDeh 4/4 311÷312 | 1987                | ACMV-BBC    |                        |
| Automotrice elettrica  | BDeh 4/4 313     | 1993                | ACMV-BBC    |                        |